# Futory
Futory [pronunciación en polaco: /fuˈtɔrɨ/] (en ucraniano: Футори, Futory) es un pueblo ubicado en el distrito administrativo de Gmina Oleszyce, dentro del condado de Lubaczów, Voivodato de Subcarpacia, en el sureste de Polonia. Se encuentra a unos 5 kilómetros al noreste de Oleszyce, a 6 kilómetros al noroeste de Lubaczów, y a 79 kilómetros al este de la capital regional Rzeszów.